# Infiniti Q45
La Infiniti Q45 è un'autovettura di alta gamma con finiture lussuose prodotta dalla casa automobilistica giapponese Infiniti dal 1989 al 2006 in tre generazioni. L'unica carrozzeria disponibile era berlina quattro porte. 
La prima generazione della Infiniti Q45 (1989–1999) era basata sulla Nissan President, mentre la seconda (1997–2000) e la terza generazione (2001–2006) erano basate sulla Nissan Cima. 

## La prima serie: 1989-1996

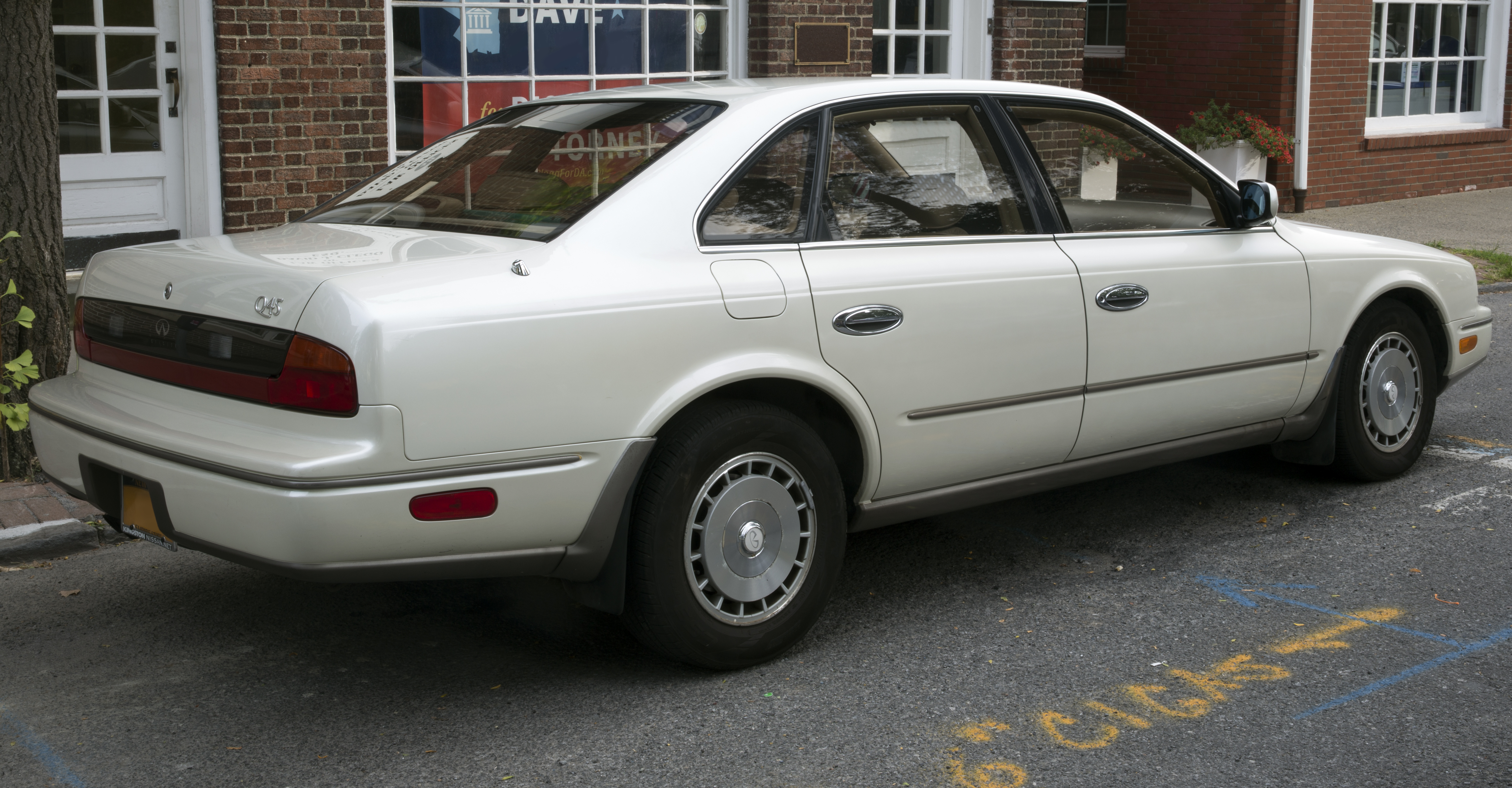
Il retro di una Infiniti Q45 prima serie del 1993

La prima generazione di Infiniti Q45 fu introdotta nel 1989. Insieme alla Infiniti M, è stato il primo modello prodotto dalla Infiniti, che era il nuovo marchio premium del gruppo Nissan. La prima generazione di Q45 è stata venduta principalmente negli Stati Uniti d'America. Rappresentava la diretta concorrente della Lexus LS400, che venne introdotta quasi contemporaneamente.
La prima serie della Q45 è alimentata da un motore a benzina V8 da 4,5 L di cilindrata erogante 280 CV di potenza e 396 Nm di coppia. È a trazione posteriore, mentre il cambio è automatico a quattro rapporti. Come optional erano disponibili la trazione integrale e lo sterzo attivo. Nel 1991 furono introdotte le sospensioni attive idrauliche assistite da computer.
Nel 1994 la prima serie di Q45 subì un restyling, la cui principale novità fu un frontale piuttosto insolito senza griglia (design simile a quello della Volkswagen Passat terza serie). I modelli successivi ebbero invece un aspetto più convenzionale con una griglia sul frontale. 
Infiniti ha offerto la Q45 in tre livelli di allestimento: base, Q45t ("t" sta per touring) e Q45a. La Q45t e la Q45a erano dotate di sospensioni multi-link sia sulle ruote anteriori che su quelle posteriori, di una barra antirollio montata sul retrotreno (sulla Q45a aveva però un diametro maggiore) e di una barra antirollio montata sull'avantreno. La Q45t e la Q45a erano anche dotate di uno spoiler posteriore, di cerchioni in lega e di quattro ruote sterzanti. Le quattro ruote sterzanti a controllo elettronico, e un rapporto di sterzo più corto, furono introdotti sull'allestimento Q45t nel 1995, mentre l'allestimento Q45a smise di essere esportato nel 1996.

## La seconda serie: 1997-2000

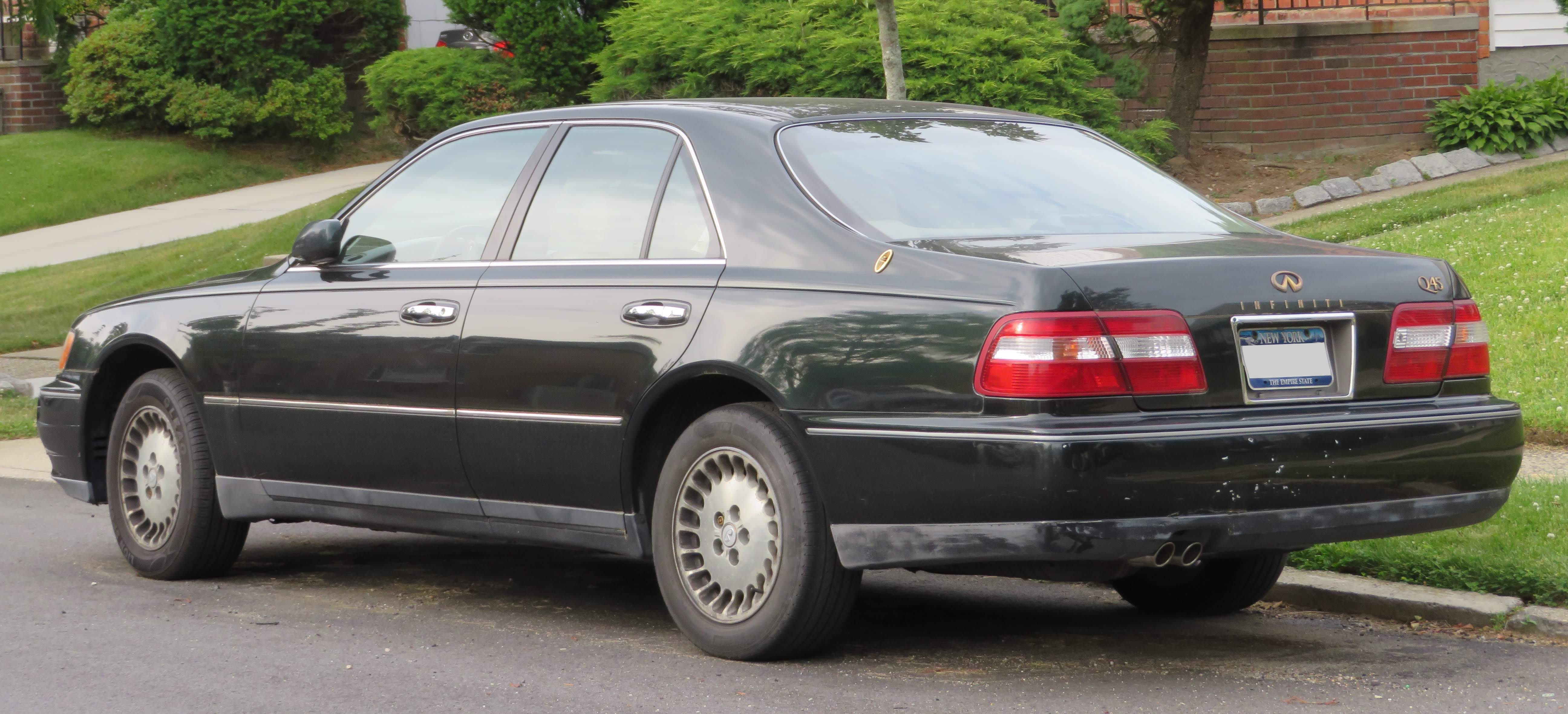
Il retro di una Infiniti Q45 seconda serie del 1997

La seconda generazione della Infiniti Q45, introdotta nel 1997, rappresentava una variante leggermente ridisegnata della Nissan Cima, ed era basata sul pianale delle Nissan Cedric e Nissan Gloria. Nella prima generazione, la Q45 prendeva il nome dal suo motore a benzina V8 da 4,5 L di cilindrata; il nome Q45 rimase anche per la seconda generazione, che era invece alimentata da un motore V8 da 4,1 L, il quale erogava 270 CV di potenza facendo accelerare la vettura da 0 a 100 km/h in circa 7,5 secondi. È anch'essa a trazione posteriore, mentre il cambio è automatico a quattro rapporti.
L'equipaggiamento standard della seconda serie di Q45 comprendeva interni in pelle con finto legno, climatizzatore automatico monozona, impianto audio Bose con otto altoparlanti, lettore CD situato sul cruscotto, specchietti retrovisori auto-oscuranti, timer automatico per accensione e spegnimento delle luci, cruise control e computer di bordo. Di serie erano anche un sistema di memoria per il sedile del conducente e per il volante. Come optional erano disponibili un cambia CD e i sedili riscaldabili. Anche il controllo di trazione faceva parte dell'equipaggiamento standard.
Il cruscotto e gli interni nella parte posteriore dell'abitacolo della seconda serie della Q45 furono leggermente ridisegnati nel 1999. I fanali di tipo HID e un orologio analogico facevano ora parte dell'equipaggiamento standard. Cerchioni da 17 pollici e sospensioni regolabili elettronicamente divennero standard sulla Q45t.

## La terza serie: 2001-2006

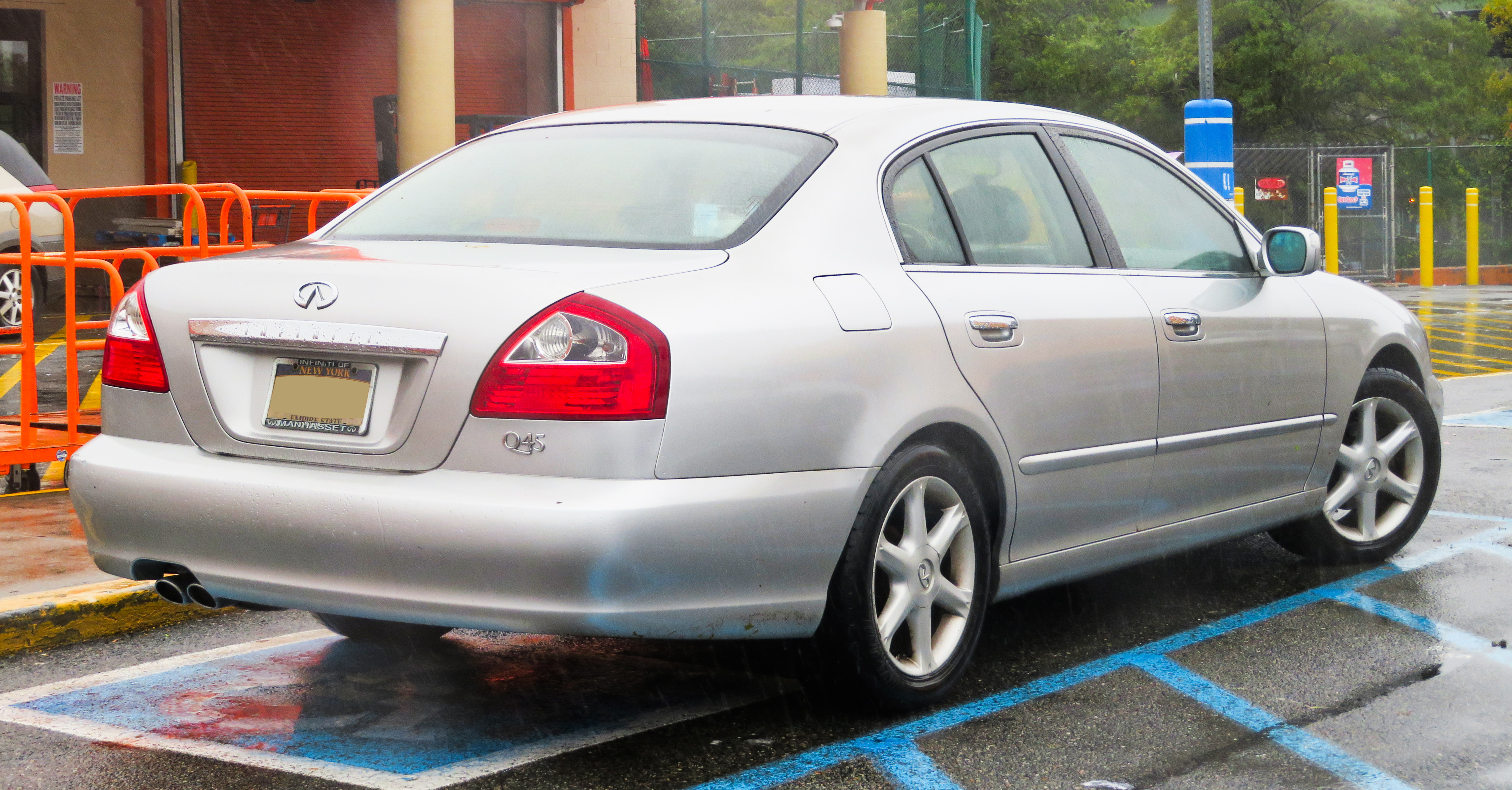
Il retro di una Infiniti Q45 terza serie del 2003

La terza generazione della Q45 venne lanciata sui mercati nel 2001. La terza serie di Q45, presentata come concept car al salone dell'automobile di New York nel 2000, fu completamente ridisegnata sebbene fosse ancora basata sulla Nissan Cima. Questa generazione della Q45 utilizzava un motore a benzina V8 da 4,5 L di cilindrata erogante 344 CV di potenza. È anch'essa a trazione posteriore, mentre il cambio è automatico a cinque rapporti con overdrive. Lo sviluppo della nuova serie di Q45 iniziò nel 1996, mentre il design esterno fu concluso nel 1998 sotto la direzione di Mamori Aoki, venendo brevettato nel marzo 2000. È stata la prima Infiniti con cruise control autonomo controllato da un laser.
L'equipaggiamento offerto di serie includeva interni in pelle, tettuccio apribile elettricamente, sedili anteriori regolabili in otto posizioni, accesso remoto senza chiave, tergicristalli con rilevamento automatico della pioggia e airbag laterali. L'elettronica di serie comprendeva anche un lettore CD, un sistema audio Bose con otto altoparlanti, un computer di bordo, una telecamera posteriore per la retromarcia e un sistema di navigazione a comando vocale. La Q45 del 2002 è stato il primo veicolo fuori dal Giappone a disporre di navigazione ad attivazione vocale e di telecamera per la retromarcia, dopo la Toyota Soarer del 1991. Il modello poteva ospitare cinque passeggeri. La terza serie della Q45 venne rivista per il model year 2005, ma nell'anno successivo il modello uscì definitivamente di produzione.